# Goldene Brücke (Düsseldorf)

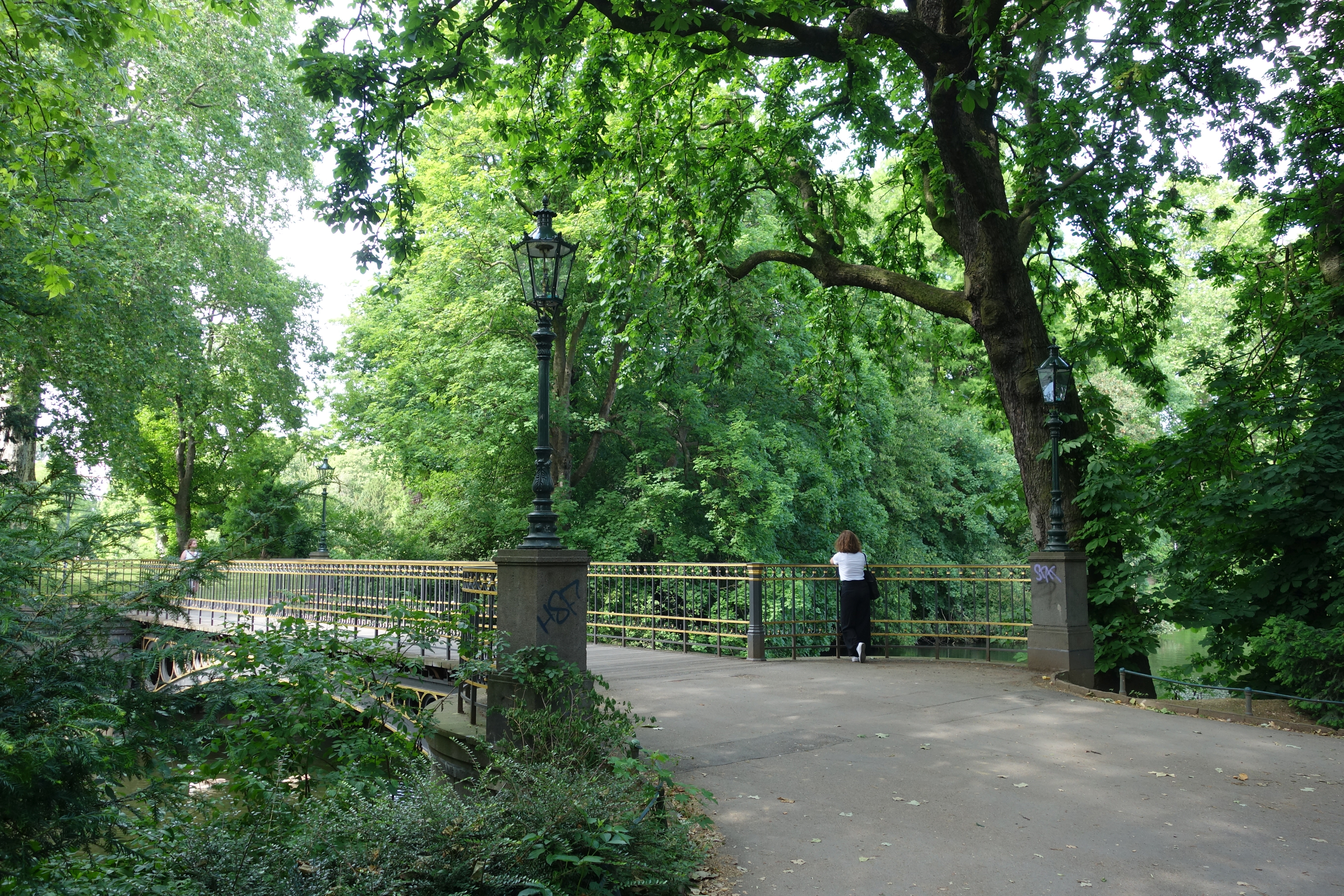
Goldene Brücke, nach Restaurierung und Wiedererrichtung der historischen Brückenlaternen, 2019

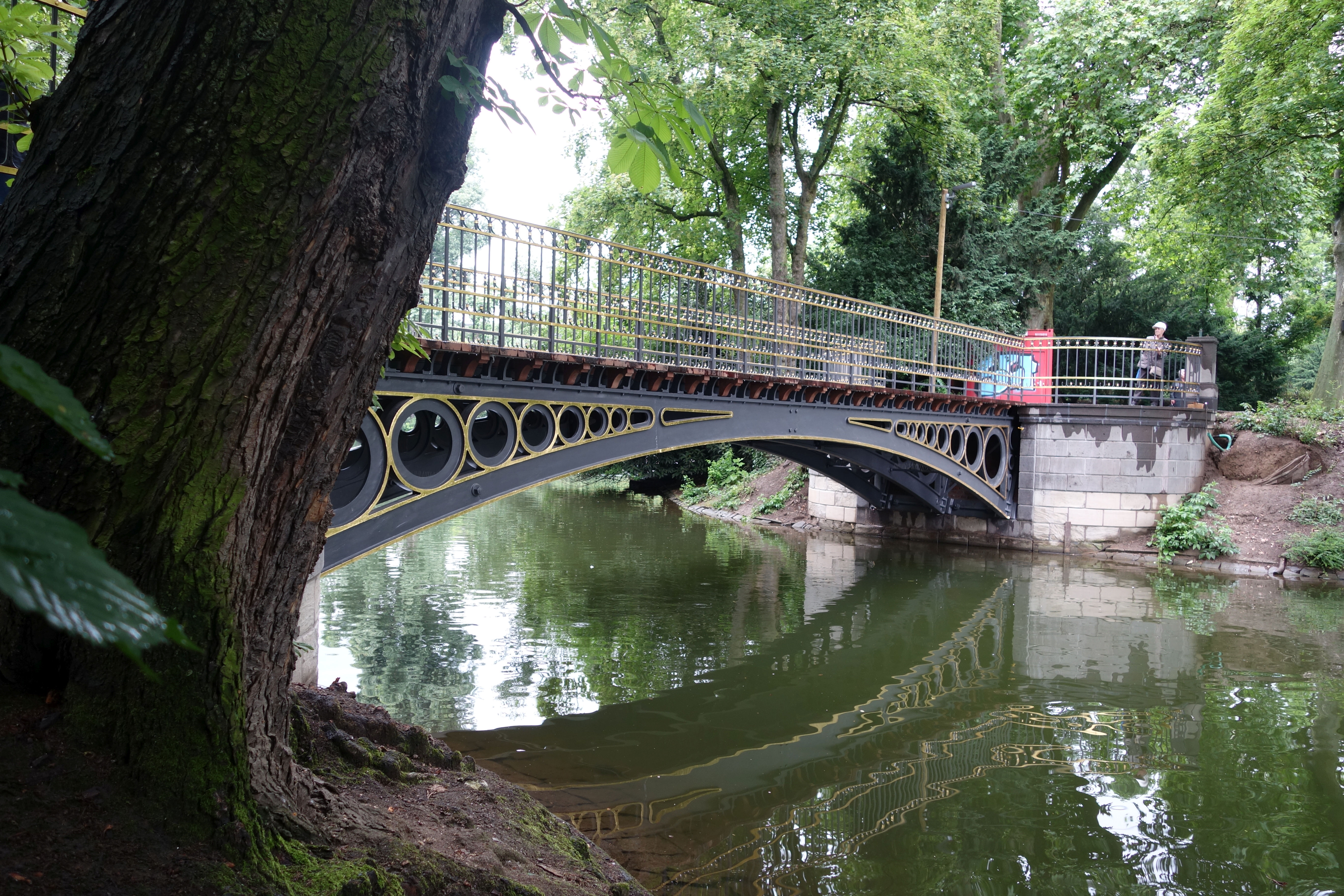
Goldene Brücke, Stahlträger aus der Mitte des 19. Jahrhunderts

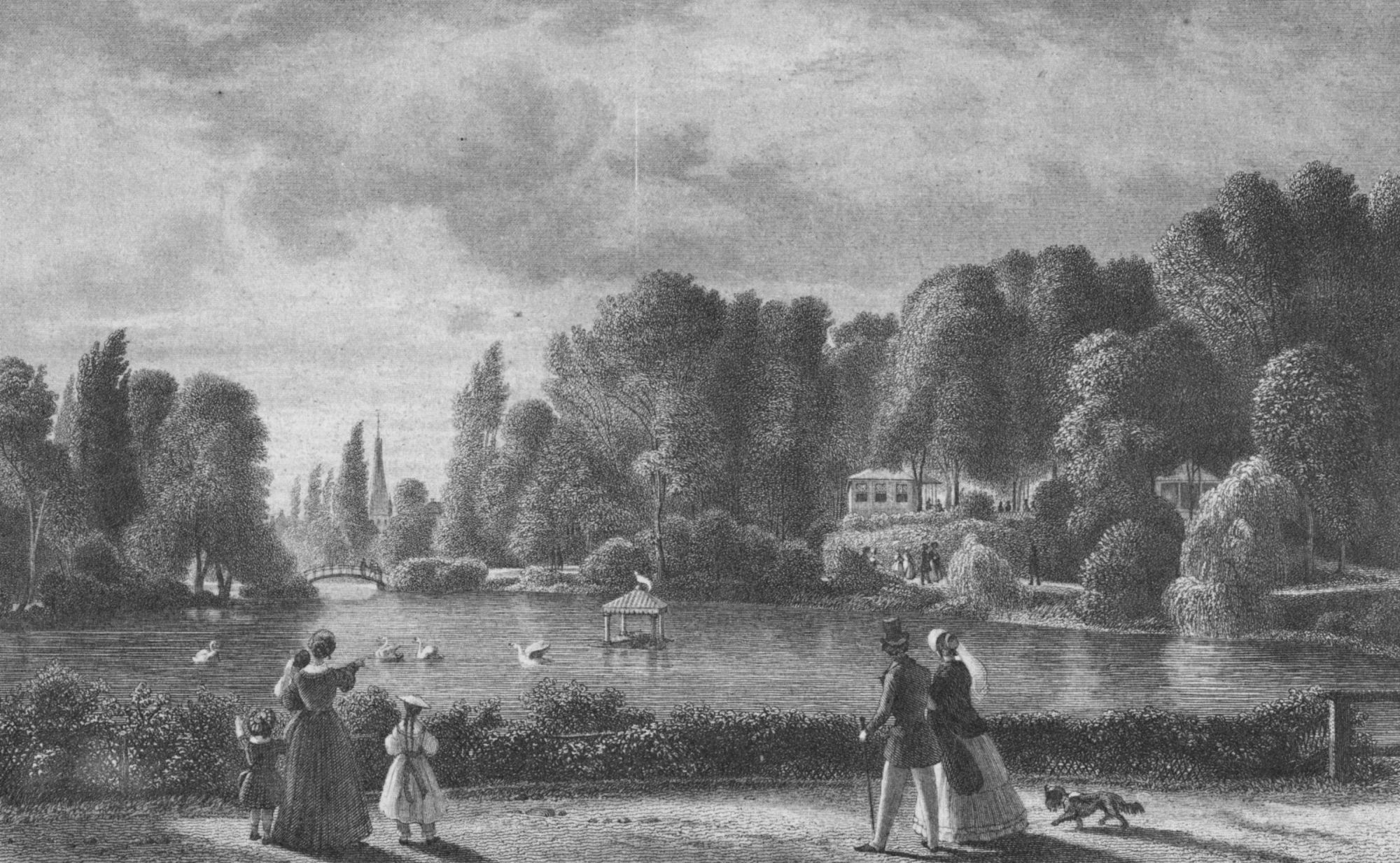
Blick auf die ursprüngliche Goldene Brücke nach dem Entwurf von Adolph von Vagedes, Stich von William John Cooke, erste Hälfte der 1840er Jahre

Goldene Brücke ist der Name einer Fußgängerbrücke des 19. Jahrhunderts im Hofgarten von Düsseldorf. Das denkmalgeschützte Bauwerk ist die älteste Fußgängerbrücke der Stadt. Sie überbrückt die dort zu Teichen aufgestaute Düssel und quert eine barocke Sichtachse, die sich einst über rund 900 m zwischen Schloss Jägerhof und St. Andreas erstreckte.

## Geschichte

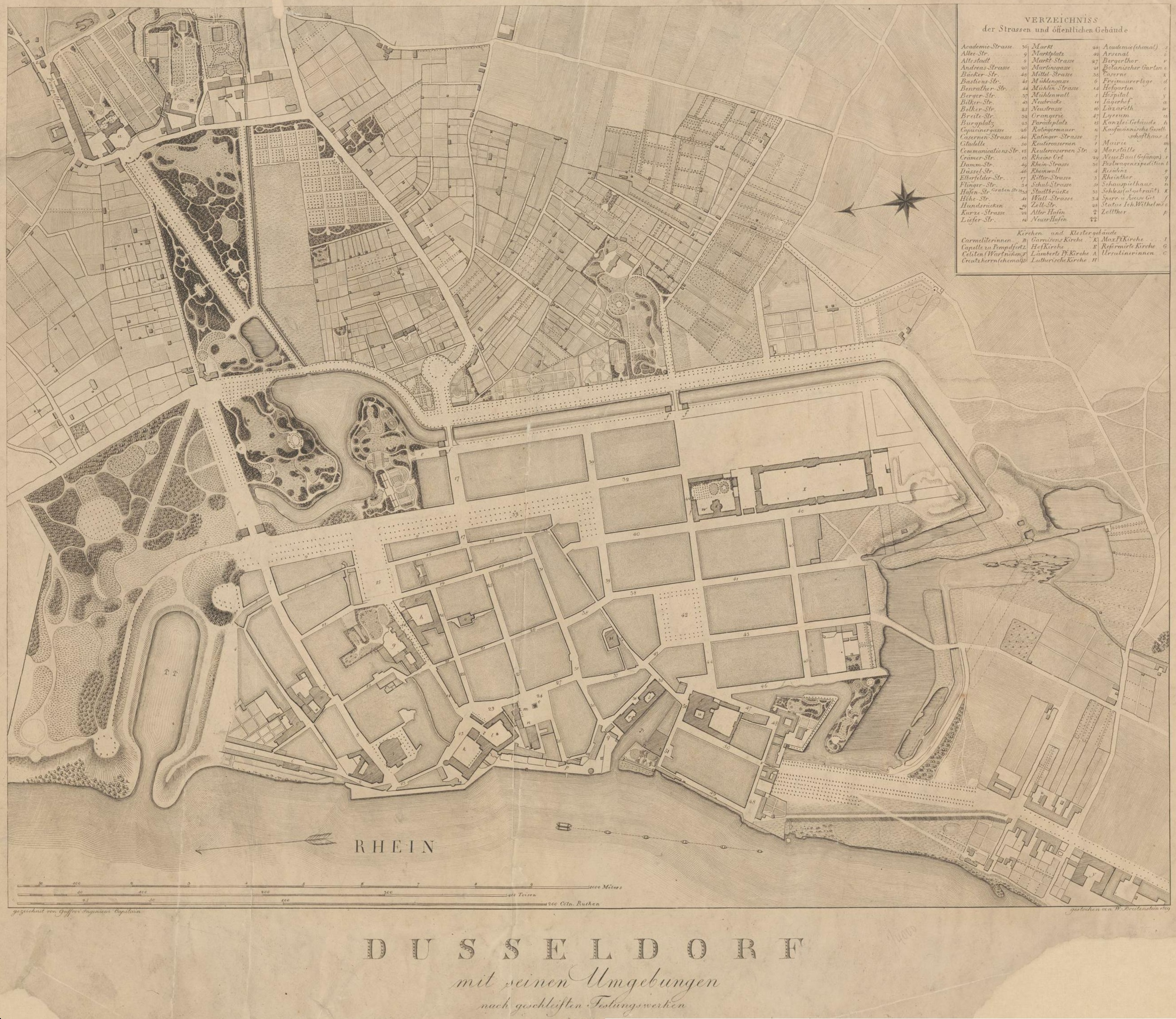
Düsseldorf mit seinen Umgebungen nach geschleiften Festungswerken – Stadtplan Düsseldorfs aus dem Jahr 1809 mit Darstellung des Neuen Hofgartens in der Mitte der linken Bildhälfte (noch ohne Goldene Brücke)

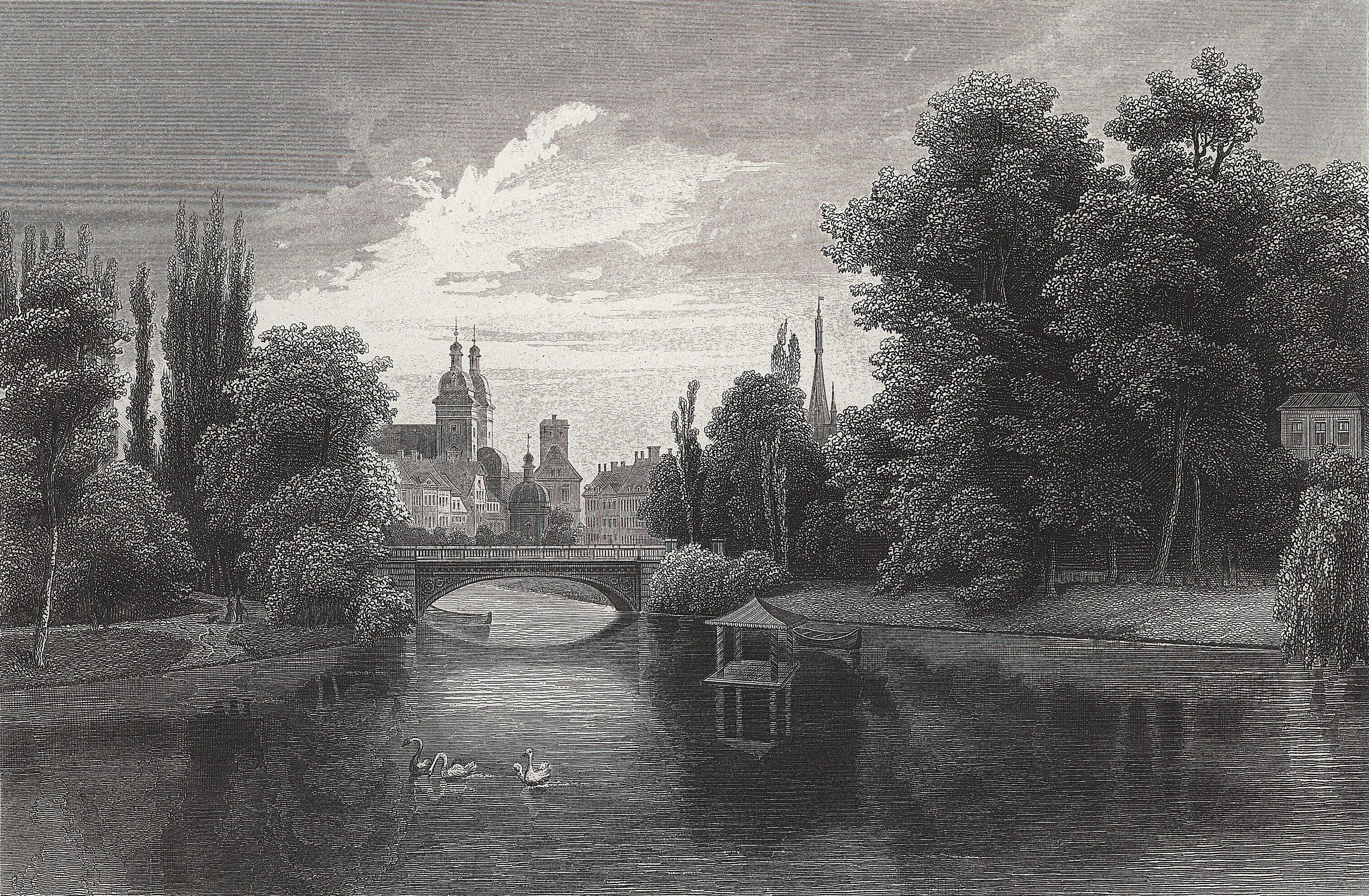
Düsseldorf von der Hofgartenstraße aus – Der nach einer Vorlage von Ludwig Rohbock entstandene Stich von Johann Poppel stammt aus einer Veröffentlichung des Jahres 1852 und zeigt die Blickachse über die Landskrone sowie die Goldene Brücke in Richtung der Andreaskirche und der weiteren Bebauung am damaligen Friedrichsplatz. Darstellungen dieser Sichtachse werden auf Veduten des 19. Jahrhunderts mehrfach variiert, etwa bei Caspar Scheuren, Wilhelm Gause/Richard Brend’amour, Adolph von Vagedes, Wilhelm Bracht und A. van der Horst.

Zwischen 1806 und 1809 erweiterte der Hofgärtner Maximilian Friedrich Weyhe im Zuge umfassender Planungen zur Schleifung der Düsseldorfer Stadtbefestigung den Alten Hofgarten um das vormalige Festungsgelände im Bereich der Bastionen Landskrone und Mühlenbastion. Dadurch sollte der Bereich des 1801 geschaffenen kanalartigen Stadtgrabens – heute bekannt unter dem Namen der zu beiden Seiten des Grabens verlaufenden Königsallee – gärtnerisch mit dem Alten Hofgarten verbunden werden. Die so geschaffene Grünanlage, die nach dem Schema des englischen Landschaftsgartens entwickelt wurde, erhielt den Namen Neuer Hofgarten. Die Promenade, die die neue Anlage im Osten bogenförmig einfasste, erhielt den Namen Hofgartenstraße und bildet heute eine moderne Terrasse am Kö-Bogen.
Das wichtigste Gestaltungselement des neuen Landschaftsgartens war die Anlage zweier miteinander verbundener Teiche. Hierzu wurden das Gelände entsprechend modelliert und Abschnitte der dort verlaufenden Nördlichen Düssel aufgestaut. Der Teich im östlichen Bereich – im Glacis und Wallgraben der vormaligen Bastion Landskrone – übernahm deren Namen und heißt heute Landskrone. Ein weiterer Teich entstand im westlichen Teil des Neuen Hofgartens, indem man den Stadtgraben an der Mühlenbastion – unmittelbar vor der ehemaligen Stadtmauer der Altstadt, auf deren Gelände eine Esplanade (die heutige Heinrich-Heine-Allee) angelegt wurde – verbreiterte und nach gartenkünstlerischen Vorstellungen mit geschwungenen Uferlinien versah. Die Teiche wurden in der Mitte des Neuen Hofgartens miteinander verbunden. Die durch ihre Uferlinien definierten Parkflächen bilden so zwei sich gegenüberliegende Halbinseln. Auf der südlichen Halbinsel, auf der sich die Bastion Landskrone erstreckt hatte, war für die Anlage eines botanischen Gartens vorgesehen (Jardin Botaníque). Die nördliche Halbinsel erhielt am Südufer des Teichs Landskrone durch Geländemodellierung einen kleinen Hügel als Aussichtspunkt. Am Fuße dieses Hügels, der später den Namen Ananasberg bekam, liegen sanft geneigte Rasenflächen, deren Ränder Baum- und Strauchpflanzungen malerisch einfassen.
1809 wurden die beiden Halbinseln an der Engstelle, an der sich die beiden Teiche des Neuen Hofgartens berühren, durch eine Bogenbrücke miteinander verbunden. Den Entwurf dazu lieferte der Architekt Adolph von Vagedes. Da über der Brücke von Ost nach West eine wichtige Sichtachse verläuft, die auf die Anlage des Schlosses Jägerhof und den Alten Hofgarten unter Johann Joseph Couven und Nicolas de Pigage zurückgeht und die Weyhe bei seinem Gartenentwurf in Form einer Schneise freigehalten hatte, entstand mit ihr ein interessanter Aussichtspunkt. Nach Osten hin kann von dort die Reitallee, die Hauptachse des Alten Hofgartens, und als deren Point de vue das Schloss Jägerhof erblickt werden. Nach Westen hin ergibt sich von der Brücke aus ebenfalls eine pittoreske Ansicht. Die dortige Blickachse richtet sich auf die Bebauung an Heinrich-Heine-Allee und Grabbeplatz, wo die Türme von St. Andreas, ihr hohes Schiff und ihr Chor, das Mausoleum ihrer Stifter und Förderer und das frühere großherzoglich-bergische Regierungsgebäude eine malerische Vedute und Stadtsilhouette bilden. Infolge von Pflanzenwuchs und Bebauung ist die Achse im westlichen Bereich heute nur noch eingeschränkt erlebbar. In ihrem ursprünglichen Zustand sind die Brücke, der sie umgebende Garten und die weiträumig dort verlaufende Sichtachse aus beiden Richtungen auf zwei aquarellierten Lithografien dokumentiert, die Johann Petersen 1816 schuf. 1820 wurde das Brückengeländer in Goldbronze gestrichen. Es liegt nahe, dass sich daraus der Name Goldene Brücke ergab.

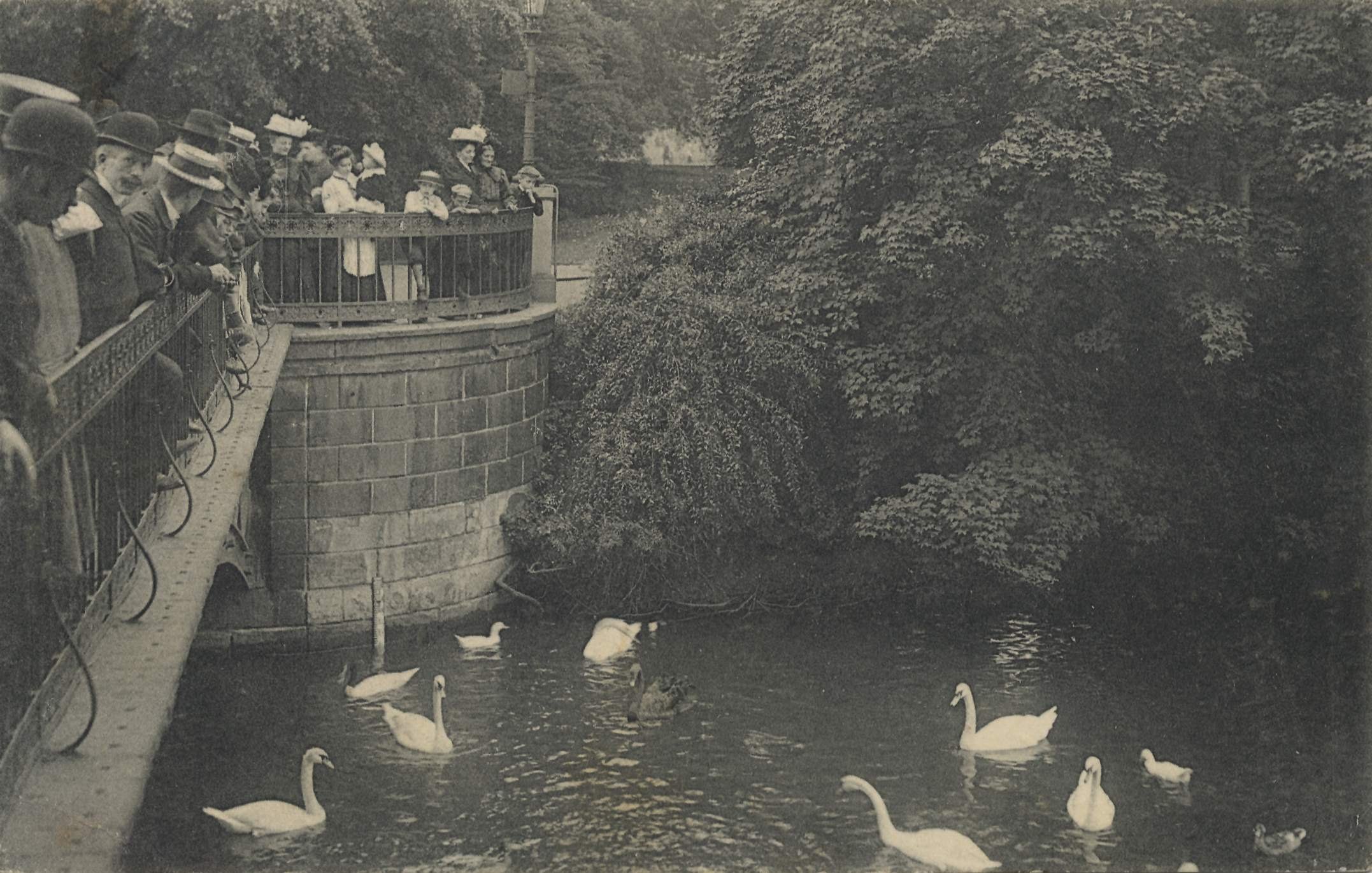
Goldene Brücke auf einer Ansichtskarte, 1910

Im Jahr 1845 ersetzte man die von Vagedes entworfene Brücke durch eine neue Brücke mit waagerechtem Verlauf. Den Entwurf zu dieser Brücke entwickelte der Architekt Anton Schnitzler, ein Schüler des Berliner Klassizismus, der zwischen 1825 und 1873 in Düsseldorf als Baumeister wirkte. Die Konstruktion der Brücke besteht aus zwei teilvergoldeten Stahlträgern, deren Enden auf gemauerten Brückenköpfen lagern. Die Träger sind mit Sparren und Holzplanken belegt. Auf den Brückenköpfen sowie über den Stahlträgern, Sparren und Holzplanken sind geschmiedete Brückengeländer angebracht. Nach dem Zweiten Weltkrieg wurde die Brücke gründlich überholt. 1951 erhielt sie das heutige Brückengeländer. Unter der Aufsicht der Denkmalbehörde der Stadt Düsseldorf wurde die Brücke 2015/2016 ein weiteres Mal überholt, abschließend wurden vor Mitte 2019 die Brückenlaternen installiert.